# Institut de recherches du coton et des textiles exotiques
L'Institut de recherches du coton et des textiles exotiques (IRCT), fondé en France en 1946, avait pour objectif de stimuler la recherche agronomique sur le coton dans les zones contrôlées par la France en Afrique noire ainsi qu'au Maghreb. Il travaillait également sur la culture du jute.
L'IRCT a pris la succession des projets du Syndicat général de l'industrie cotonnière (1901), qui a fondé en 1903 l'Association cotonnière coloniale (ACC), transformée en 1940 en Union cotonnière de
l'empire français (UCEF), puis en plusieurs groupements professionnels. Sa naissance a précédé de trois ans celle en 1949 de la Compagnie française pour le développement des textiles (CFDT) qui a contribué à l'histoire de la culture du coton en Afrique noire.
Dès leur création, l'IRCT et la CFDT envoyèrent deux missions en Afrique noire pour étudier les perspectives de diffusion de la culture du coton : la première en AEF et au Cameroun, dirigée par l'agronome René Dumont, la seconde en AOF, conduite par le directeur de la CFDT Jacques Lhuillier. René Dumont décida de développer les cultures plutôt au nord du cameroun qu'au Tchad et cette zone devint le point fort de l'action de l'IRCT et de la CFDT.
Lors de la fondation en 1984 du Centre de coopération internationale en recherche agronomique pour le développement (Cirad), il figure parmi les neuf instituts de recherche agricole tropicale, pour la plupart datant des années 1940, qui fusionnent en une seule institution.
Ces instituts relevaient généralement d’un statut d’association à but non lucratif, avec pour objectif d'améliorer chacun un type de production. Ils sont rassemblés en 1958 au sein d’un Comité de liaison des organismes de recherches agricoles spécialisés outre-mer, puis réunis en 1970 pour former le Groupement d’étude et de recherche pour le développement de l’agronomie tropicale (GERDAT), dont est directement issu le Cirad.